# Bambi-Verleihung 1951
Die 4. Bambi-Verleihung war keine Veranstaltung. Die Bambis wurden zu den Gewinnerinnen und Gewinnern gebracht. 

## Die Preise
Bei den Abstimmungen zu den Kategorien setzten sich zwei Schauspielerinnen, die noch mehrere Bambis gewinnen sollten, erstmals durch. In der nationalen Kategorie gewann Maria Schell vor der Vorjahressiegerin Sonja Ziemann und Marika Rökk. International ging der Bambi an Ingrid Bergman, die mit Jean Simmons ebenfalls die Vorjahressiegerin auf Platz zwei verwies. In der Kategorie Schauspieler national setzte sich Dieter Borsche vor Rudolf Prack und Johannes Heesters, bei Schauspieler international gewann Errol Flynn vor Tyrone Power und Stewart Granger.
Zwar gab es auch 1951 noch keine gemeinsame Preisverleihung, es ergaben sich aber durchaus Gelegenheiten, die Preise gemeinsam zu feiern. So erhielten Rudolf Jugert und Dieter Borsche ihre Bambis bei einer Feier in Göttingen.

## Preisträger
Aufbauend auf die Bambidatenbank.

### Künstlerisch bester Film National
Rudolf Jugert für Es kommt ein Tag

### Wirtschaftlich erfolgreichster Film National
Hans Abich für Nachtwache

### Erfolgreichster Film
Sonja Ziemann, Rudolf Prack und Paul Hörbiger für Schwarzwaldmädel

### Schauspieler International
Errol Flynn

### Schauspielerin International
Ingrid Bergman

### Schauspieler National
Dieter Borsche

### Schauspielerin National
Maria Schell